# Трифенилгаллий
Трифенилгаллий — элементоорганическое вещество, арилпроизводное галлия с формулой Ga(C6H5)3, твёрдое бесцветное вещество, окисляется на воздухе.

## Получение
- Взаимодействие дифенилртути с галлием:

{\displaystyle {\mathsf {3(C_{6}H_{5})_{2}Hg+2Ga\ {\xrightarrow {130^{o}C}}\ 2Ga(C_{6}H_{5})_{3}+3Hg}}}

## Физические свойства
Трифенилгаллий — твёрдое бесцветное вещество, окисляется на воздухе.